# Canton de Limoges-6
Le canton de Limoges-6 est une circonscription électorale française située dans le département de la Haute-Vienne et la région Nouvelle-Aquitaine.

## Histoire

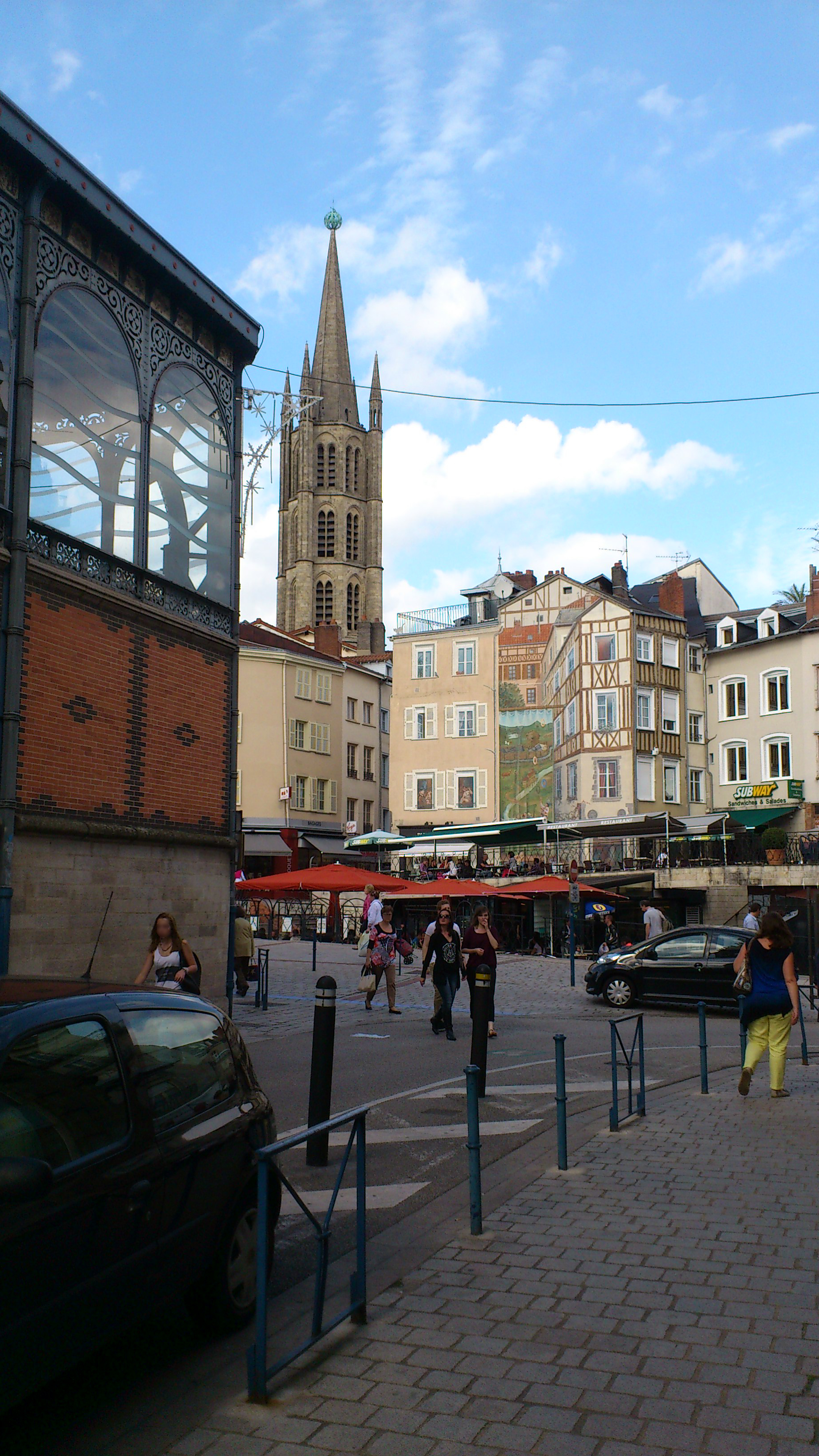
La place de la Motte et les Halles centrales de Limoges.

Un nouveau découpage territorial de la Haute-Vienne entre en vigueur à l'occasion des élections départementales de mars 2015, défini par le décret du 13 février 2014, en application des lois du 17 mai 2013 (loi organique 2013-402 et loi 2013-403). Les conseillers départementaux sont, à compter de ces élections, élus au scrutin majoritaire binominal mixte. Les électeurs de chaque canton élisent au Conseil départemental, nouvelle appellation du Conseil général, deux membres de sexe différent, qui se présentent en binôme de candidats. Les conseillers départementaux sont élus pour 6 ans au scrutin binominal majoritaire à deux tours, l'accès au second tour nécessitant 12,5 % des inscrits au 1er tour. En outre la totalité des conseillers départementaux est renouvelée. Ce nouveau mode de scrutin nécessite un redécoupage des cantons dont le nombre est divisé par deux avec arrondi à l'unité impaire supérieure si ce nombre n'est pas entier impair, assorti de conditions de seuils minimaux. En Haute-Vienne, le nombre de cantons passe ainsi de 42 à 21.
Le canton de Limoges-6 est formé d'une fraction de la commune de Limoges issue des anciens cantons de Limoges-Centre, de Limoges-Carnot, de Limoges-Cité, de Limoges-Émailleurs et de Limoges-Condat.
Le canton est entièrement inclus dans l'arrondissement de Limoges. Le bureau centralisateur est situé à Limoges.

## Représentation
| Période élective | Période élective | Mandat | Mandat   | Identité           | Nuance | Nuance | Qualité |
| ---------------- | ---------------- | ------ | -------- | ------------------ | ------ | ------ | --- |
| 2015             | 2021             | 2015   | 2021     | Raymond Archer     |        | LR     | Enseignant Ancien conseiller général du Canton de Limoges-Émailleurs (1998-2015) Conseiller régional (1986-2015) |
| 2015             | 2021             | 2015   | 2021     | Sarah Gentil       |        | LR     | Restauratrice Adjointe au maire de Limoges                                                                       |
| 2021             | 2028             | 2021   | en cours | Michel Cubertafond |        | LR     | Conseiller municipal délégué de Limoges                                                                          |
| 2021             | 2028             | 2021   | en cours | Sarah Gentil       |        | LR     | Restauratrice Adjointe au maire de Limoges                                                                       |

### Résultats détaillés

#### Élections de mars 2015
À l'issue du 1er tour des élections départementales de 2015, deux binômes sont en ballottage : Raymond Archer et Sarah Gentil (UMP, 44,8 %) et Corinne Pago et Guillaume Valadas (PS, 23,97 %). Le taux de participation est de 53,14 % (4 730 votants sur 8 901 inscrits) contre 57,81 % au niveau départemental et 50,17 % au niveau national.
Au second tour, Raymond Archer et Sarah Gentil (UMP) sont élus avec 60,92 % des suffrages exprimés et un taux de participation de 50,54 % (2 514 voix pour 4 499 votants et 8 901 inscrits).

#### Élections de juin 2021
Le premier tour des élections départementales de 2021 est marqué par un très faible taux de participation (33,26 % au niveau national). Dans le canton de Limoges-6, ce taux de participation est de 32,61 % (2 903 votants sur 8 901 inscrits) contre 37,25 % au niveau départemental. À l'issue de ce premier tour, deux binômes sont en ballottage : Michel Cubertafond et Sarah Gentil (LR, 53,32 %) et Bruno Bancaud et Karine Renard-Gibaud (DVG, 21,67 %).
Le second tour des élections est marqué une nouvelle fois par une abstention massive équivalente au premier tour. Les taux de participation sont de 34,36 % au niveau national, 38,38 % dans le département et 33,72 % dans le canton de Limoges-6. Michel Cubertafond et Sarah Gentil (LR) sont élus avec 57,66 % des suffrages exprimés (1 608 voix pour 3 001 votants et 8 901 inscrits),,.

## Composition
| Nom                             | Code Insee | Intercommunalité     | Superficie (km2) | Population (dernière pop. légale)                 | Densité (hab./km2) | Modifier                                    |
| ------------------------------- | ---------- | -------------------- | ---------------- | ------------------------------------------------- | ------------------ | ------------------------------------------- |
| Limoges (bureau centralisateur) | 87085      | CU Limoges Métropole | 78,03            | Fraction : 17 555 (2022) Commune : 129 754 (2022) | 1 663              | modifier les données · modifier les données |
| Canton de Limoges-6             | 8713       |                      |                  | 17 555 (2022)                                     |                    | modifier les données                        |

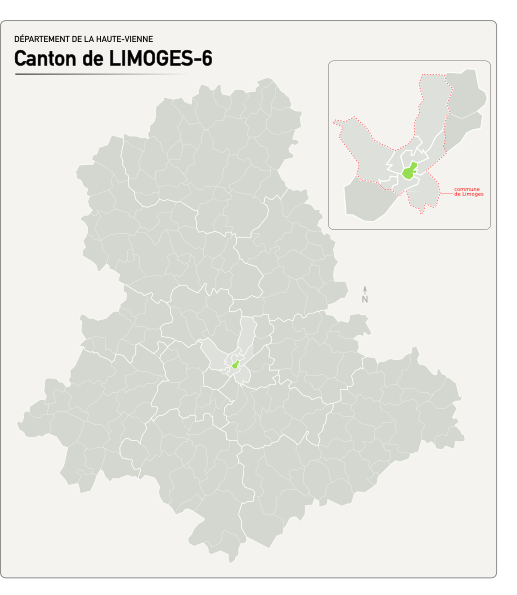
Situation du canton de Limoges-6 dans le département de la Haute-Vienne depuis 2015.

Le canton de Limoges-6 comprend la partie de la commune de Limoges incluse dans le périmètre défini par l'axe des voies et limites suivantes : rue François-Chenieux, rond-point de Carnot, avenue du Général-Leclerc, avenue Lucien-Faure, rue de Fontaury, rue de la Passerelle, rue du Chinchauvaud, ligne de chemin de fer, rue Auguste-Rodin, rue du Chinchauvaud, rue Aristide-Briand, cours Gay-Lussac, cours Vergniaud, cours Bugeaud, avenue du Général-de-Gaulle, place Jourdan, rue Porte-Tourny, rue Saint-Pierre, rue Rafilhoux, avenue Jean-Jaurès, boulevard Louis-Blanc, avenue Baudin, rue Ferdinand-Buisson, rue du Clos-Adrien, avenue Ernest-Ruben, rue Pétiniaud-Beaupeyrat, cours Jean-Pénicaud, avenue Saint-Eloi, rue Paul-Derignac, rue Montalembert, rue François-Perrin, rue du Clos-Rocher, rue Armand-Dutreix, rue Victor-Chabot, rue d'Antony, avenue des Ruchoux, rue La Boétie, rue des Arts, rue Montmailler, avenue Berthelot, rue Gustave-Nadaud, rue des Coopérateurs.
Il comprend les quartiers du Champ de Foire, de Carnot-Marceau, des Galeries, des Halles, une partie des Émailleurs et de la Visitation.

## Démographie
En 2022, le canton comptait 17 555 habitants, en évolution de −1,18 % par rapport à 2016 (Haute-Vienne : −0,68 %, France hors Mayotte : +2,11 %).
| 2013   | 2018   | 2022   |
| ------ | ------ | ------ |
| 18 187 | 17 601 | 17 555 |